# (76713) Wudia
(76713) Wudia est un astéroïde de la ceinture principale.

## Description
(76713) Wudia est un astéroïde de la ceinture principale. Il fut découvert le 6 mai 2000 à l'observatoire d'Ondřejov par l'observatoire d'Ondřejov. Il présente une orbite caractérisée par un demi-grand axe de 3,17 UA, une excentricité de 0,02 et une inclinaison de 5,8° par rapport à l'écliptique.

## Compléments